# Cathédrale Saint-Pierre de Belfast
Cette  cathédrale n’est pas la seule cathédrale Saint-Pierre.
La cathédrale Saint-Pierre (en irlandais : Ard Eaglais Naomh Peadar) de Belfast est une cathédrale catholique du Royaume-Uni située en Irlande du Nord. Elle est située en bordure de Falls Road dans le secteur de la Divis Street.
Elle a été construite dans les années 1860 pour être le siège du diocèse de Down et Connor. 

## Architecture

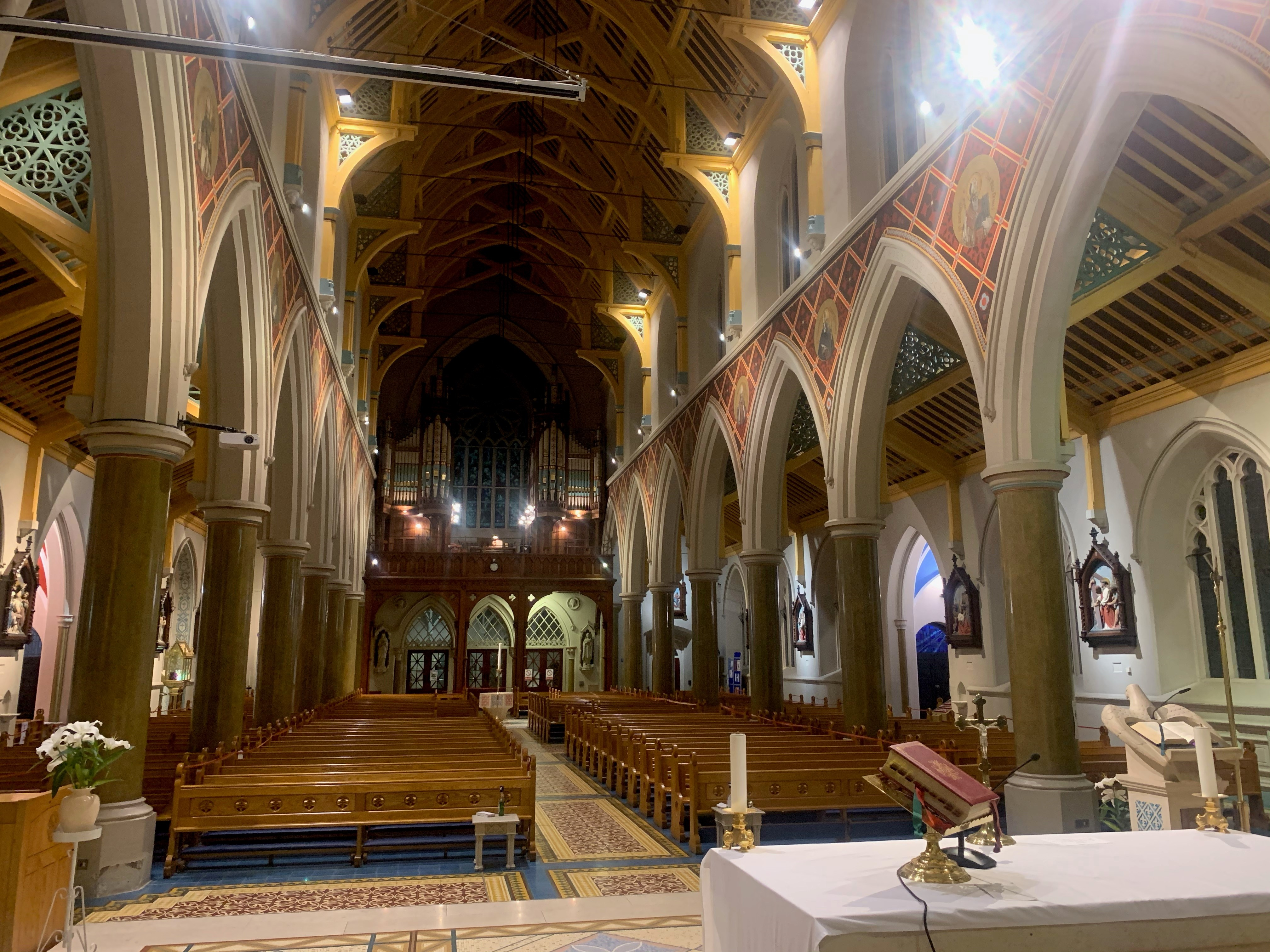
L'intérieur.